# Forserums socken
Forserums socken i Småland ingick i Tveta härad, ingår sedan 1971 i Nässjö kommun i Jönköpings län och motsvarar från 2016 Forserums distrikt.
Socknens areal är 61,77 kvadratkilometer, varav land 60,75. År 2000 fanns här 2 435 invånare. Tätorten Forserum med sockenkyrkan Forserums kyrka ligger i socknen. 

## Administrativ historik
Forserums socken har medeltida ursprung.
Vid kommunreformen 1862 övergick socknens ansvar för de kyrkliga frågorna till Forserums församling och för de borgerliga frågorna till Forserums landskommun. Denna senare inkorporerade 1952 Barkeryds landskommun och uppgick 1971  i Nässjö kommun. Församlingen uppgick 2010 i Barkeryd-Forserums församling.
1 januari 2016 inrättades distriktet Forserum, med samma omfattning som församlingen hade 1999/2000.  
Socknen har tillhört samma fögderier och domsagor som Tveta härad. De indelta soldaterna tillhörde Jönköpings regemente, Västra härads och Livkompanierna, Smålands grenadjärkår, Jönköpings kompani och Smålands husarregemente, Livskvadronen, Livkompaniet.

## Geografi
Forserums socken ligger mellan Nässjö och Huskvarna. Socken är en kuperad mossrik skogs- och bergstrakt med höjder som når över 350 meter över havet.

## Fornlämningar
Här finns en stenåldersboplats, gravrösen från bronsåldern med domarringar och stensättningar samt något järnåldersgravfält.

## Namnet
Namnet (1337 Forsarum ) kommer från kyrkbyn. Förleden är plural av fors. Efterleden är rum, öppen plats.

### Fotnoter
1. 1 2  Svensk Uppslagsbok Forserums socken
2. 1 2  Harlén, Hans; Harlén Eivy (2003). Sverige från A till Ö: geografisk-historisk uppslagsbok. Stockholm: Kommentus. Libris 9337075. ISBN 91-7345-139-8
3. ↑  ”Församlingar”. Statistiska centralbyrån. https://www.scb.se/hitta-statistik/regional-statistik-och-kartor/regionala-indelningar/forsamlingar/. Läst 30 december 2022.
4. ↑  Administrativ historik för Forserum socken (Klicka på församlingsposten). Källa: Nationella arkivdatabasen, Riksarkivet.
5. ↑  Indelta soldater i Forserums socken Arkiverad 4 mars 2016 hämtat från the Wayback Machine. Forserums hembygdsförening
6. 1 2  Sjögren, Otto (1931). Sverige geografisk beskrivning del 2 Östergötlands, Jönköpings, Kronobergs, Kalmar och Gotlands län. Stockholm: Wahlström & Widstrand. Libris 9939
7. 1 2 3  Nationalencyklopedin
8. ↑  Fornlämningar, Statens historiska museum: Forserums socken
9. ↑  Fornminnesregistret, Riksantikvarieämbetet: Forserums socken Fornminnen i socknen erhålls på kartan genom att skriva in sockennamn (utan "socken") i "Ange geografiskt område"
10. ↑  Mats Wahlberg, red (2003). Svenskt ortnamnslexikon. Uppsala: Institutet för språk och folkminnen. Libris 8998039. ISBN 91-7229-020-X. https://isof.diva-portal.org/smash/get/diva2:1175717/FULLTEXT02.pdf